# Decoto
Decoto is een voormalige gemeente in het Amerikaanse gebied Alameda County, Californië die opgegaan is in Union City. Het was op zo'n 8 kilometer ten noordwesten van Newark gelegen.
In 1867 verkocht Ezra Decoto, een lokale landeigenaar, zijn land aan de spoorwegen. Hierdoor ontstond er een nederzetting in het gebied dat Decoto werd genoemd.
In 1958 ging Decoto samen met Alvarado op in Union City. De naam van deze nieuwe stad geeft het samengaan van de twee voormalige plaatsen weer.
Tegenwoordig ligt Union City's Decoto Road ongeveer op de plek van de voormalige gemeente Decoto.

## Geboren
- Frank Pementel (1889–1934), acteur

## Overleden
- Melbourne MacDowell (1856 - 1941), acteur

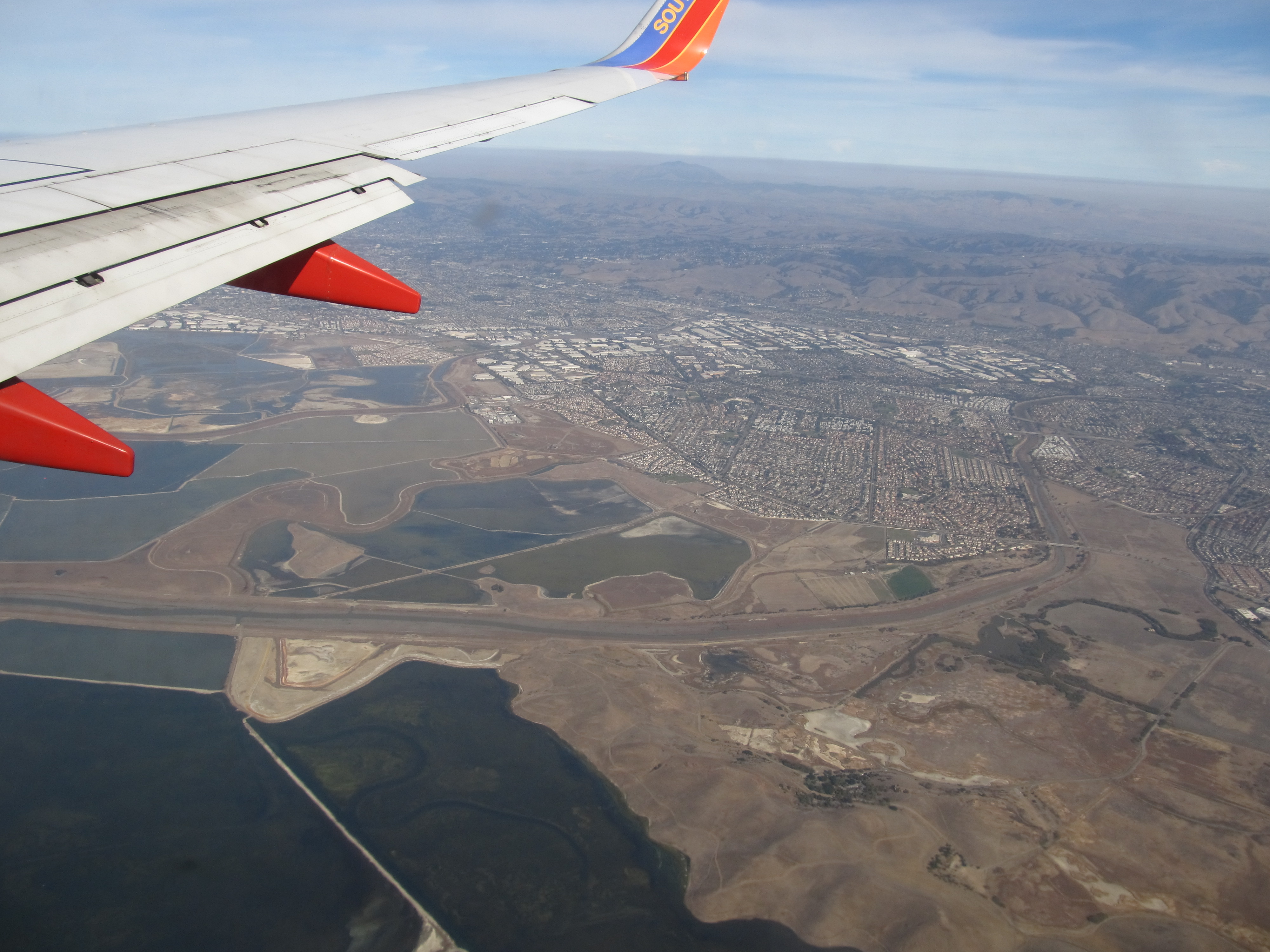
Luchtfoto van Alvarado en Decoto